# Антон Гафнер
Антон «Тоні» Гафнер (нім. Anton «Toni» Hafner; нар. 2 червня 1918, Ербах-ан-дер-Донау — пом. 17 жовтня 1944, Гумбіннен) — німецький льотчик-ас винищувальної авіації, оберлейтенант люфтваффе. Кавалер Лицарського хреста Залізного хреста з дубовим листям.

## Біографія
Після закінчення льотної школи 23 лютого 1941 року зарахований в 6-ту ескадрилью 51-ї винищувальної ескадри. Учасник Німецько-радянської війни. Першу перемогу здобув 24 червня 1941 року, а до початку 1942 року на його рахунку були 14 збитих літаків. В середині 1942 року разом з ескадрильєю був переведений в Африканський корпус. 2 січня 1943 року був збитий, викинувся з парашутом і отримав тяжкі поранення. Після одужання в серпні 1943 року знову переведений на Східний фронт. Воював у складі штабної ескадрильї, а потім 3-ї авіагрупи своєї ескадри. Літав на Bf.109G6. 15 жовтня 1943 року збив 3 літаки, довівши свій рахунок до 100 перемог. З 15 травня 1944 року — командир 8-ї ескадрильї своєї ескадри. Вів бої у Східній Пруссії, зокрема проти авіаполку «Нормандія-Німан». 15 жовтня 1944 року збив 5 літаків супротивника і його результат перевищив 200 збитих машин. Найрезультативніший пілот 51-ї винищувальної ескадри. Останню перемогу здобув 17 жовтня 1944 року, в тому ж бою його Bf.109G-6 зіштовхнувся із землею і Гафнер загинув.
Всього за час бойових дій здійснив 795 бойових вильотів та збив 204 літаки, в тому числі 184 радянські.

## Нагороди
- Нагрудний знак пілота
- Залізний хрест
  - 2 класу (6 липня 1941)
  - 1 класу (23 липня 1941)
- Почесний Кубок Люфтваффе (24 квітня 1942)
- Німецький хрест в золоті (22 травня 1942) — за 34 перемоги.
- Лицарський хрест Залізного хреста з дубовим листям
  - лицарський хрест (23 серпня 1942) — за 60 перемог.
  - дубове листя (№ 452; 11 квітня 1944) — за 134 перемоги.
- Нагрудний знак «За поранення» в сріблі
- Авіаційна планка винищувача в золоті з підвіскою «700»